# Hervé Tchami
Hervé Christian Tchami-Ngangoue (ur. 20 lutego 1988 w Fopoundze) – kameruński piłkarz występujący na pozycji pomocnika, jednokrotny reprezentant Kamerunu.

## Kariera klubowa
Tchami rozpoczął piłkarską karierę w zespołach z Niemiec: Hercie BSC (2002–2006) i Hamburger SV (2006–2008). Pierwszym jego seniorskim klubem było Zagłębie Sosnowiec, gdzie jednak nie zdołał zagrać w żadnym meczu. W 2009 roku przeszedł do MFK Karviná. W latach 2010–2013 występował w węgierskich drużynach Szolnoki MÁV FC oraz Budapest Honvéd FC. W rundzie jesiennej sezonu 2013/14 był zawodnikiem Pogoni Szczecin. Wystąpił w 10 meczach w Ekstraklasie i zaliczył dwie asysty.

## Kariera reprezentacyjna
6 lutego 2013 zanotował jeden występ w reprezentacji Kamerunu w towarzyskim meczu z Tanzanią w Dar es Salaam (0:1).

## Życie prywatne
Jego braćmi są inni piłkarze: Alphonse, Bertrand i Joël.

## Sukcesy
Al-Orouba SC
- mistrzostwo Omanu: 2014/15
- Puchar Omanu: 2014/15

Keşlə FK
- Puchar Azerbejdżanu: 2017/18